# Литл Крик (Калифорнија)
Литл Крик (енгл. Lytle Creek) насељено је место без административног статуса у америчкој савезној држави Калифорнија.

## Демографија
По попису из 2010. године број становника је 701.
| Група             | 2000.    | 2010.       |
| Белци             | 0 (0,0%) | 554 (79,0%) |
| Афроамериканци    | 0 (0,0%) | 6 (0,9%)    |
| Азијати           | 0 (0,0%) | 23 (3,3%)   |
| Хиспаноамериканци | 0 (0,0%) | 98 (14,0%)  |
| Укупно            | 0        | 701         |